# Inga-Lill Andersson
Inga-Lill Maria Andersson, född 12 april 1957 i Vikingstad, Östergötland, är en svensk skådespelare.

## Biografi
Anderssons intresse för teater vaknade redan under högstadie- och gymnasietiden. Efter studenten utbildade hon sig vid Skara Skolscen och därefter vid Scenskolan i Göteborg 1976–1979. Efter avslutad utbildning handplockades hon av Gun Jönsson till Norrköpings stadsteater. 1985 kom hon till Dramaten och fick där stor uppmärksamhet för sin roll i pjäsen Hurly Burly (1987). I dag (2019) hör hon till Dramatens fasta ensemble.
Hon är även verksam som film- och TV-skådespelare och har där inte sällan gestaltat flickroller som ofta är vilsna och utstötta. Debuten skedde 1984 i Pengarna gör mannen. Hon har också varit verksam som röstskådespelare.

## Filmografi
- 1983 – Katy (svensk röst)
- 1984 – Pengarna gör mannen
- 1986 – Mästerdetektiven Basil Mus (svensk röst)
- 1987 – Sommarkvällar på jorden
- 1987 – Paganini från Saltängen (TV-serie)
- 1990 – Smash (TV-serie)
- 1991 – Sanna kvinnor
- 1991 – Lite skit på händerna
- 1994 – Läckan (TV-serie)
- 1994 – Du bestämmer (TV-serie)
- 1994 – Fallet Paragon (TV-serie)
- 1995 – Sjukan (TV-serie)
- 1997 – Snoken (TV-serie)
- 1997 – Persons parfymeri (TV-serie)
- 1998 – Kvinnan i det låsta rummet (TV-serie)
- 1998 – Djungelboken: Mowglis äventyr (svensk röst)
- 1999 – Jakten på en mördare (TV-serie)
- 2002 – Bära hundhuvud (kortfilm)
- 2006 – Hem till byn (TV-serie)
- 2007 – Alvin och gänget (svensk röst)
- 2009 – Morden (TV-serie)
- 2016 - Finaste Familjen (TV-serie) (gästroll).
- 2018 – Sthlm Rekviem (TV-serie)

## Teater

### Roller (ej komplett)
| År   | Roll                          | Produktion                                                     | Regi                  | Teater   |
| ---- | ----------------------------- | -------------------------------------------------------------- | --------------------- | -------- |
| 1987 | Bonnie                        | Hurly burly David Rabe                                         | Tomas Pontén          | Dramaten |
| 1988 | Polly                         | Tolvskillingsoperan Bertolt Brecht och Kurt Weill              | Peter Langdal         | Dramaten |
| 1988 | Hella Niza                    | Mästaren och Margarita Michail Bulgakov                        | Jurij Ljubimov        | Dramaten |
| 1994 | Theresa Tormentina, superstar | Goldbergvariationer George Tabori                              | Ingmar Bergman        | Dramaten |
| 1997 | Anne                          | The Black Rider Robert Wilson, Tom Waits och William Burroughs | Rickard Günther       | Dramaten |
| 2004 | Yü Pei                        | Tre knivar från Wei Harry Martinson                            | Staffan Valdemar Holm | Dramaten |
| 2008 | piga                          | Bernardas hus Federico Garcia Lorca                            | Christian Tomner      | Dramaten |
| 2012 | Frosine                       | Den girige Molière                                             | Gösta Ekman           | Dramaten |
| 2015 | Harriet                       | Beckomberga Sara Stridsberg                                    | Annika Silkeberg      | Dramaten |
| 2016 | Frosine                       | Den girige Molière                                             | Gösta Ekman           | Dramaten |
| 2016 | Anita (Avdotia)               | Ivanov Anton Tjechov                                           | Alexander Mørk-Eidem  | Dramaten |
| 2017 | Loves mor Blundögat           | Molnens bröder Barbro Lindgren                                 | Lars Rudolfsson       | Dramaten |
| 2017 | Furstinnan Betsy m.fl.        | Anna Karenina Lev Tolstoj                                      | Tobias Theorell       | Dramaten |
| 2019 |                               | Hugh och Nancys många världar Lars Rudolfsson                  | Lars Rudolfsson       | Dramaten |
| 2020 |                               | Kvinnostaden Christine de Pizan                                | Staffan Valdemar Holm | Dramaten |